# Glypta breviungulata
Glypta breviungulata là một loài tò vò trong họ Ichneumonidae.